# Anthony Atala
Anthony Atala (né le 14 juillet 1958) est un bio-ingénieur, urologue et chirurgien pédiatrique américain. Il est professeur W.H. Boyce d'urologie, directeur fondateur de l’Institut de médecine régénérative de Wake Forest et chef du département d’urologie à la Faculté de médecine de Wake Forest en Caroline du Nord. Son travail se concentre sur la médecine régénérative, qui vise à réparer les tissus endommagés à l’aide de cellules saines provenant du patient.

## Biographie
Anthony Atala est né au Pérou et a grandi à Coral Gables, en Floride. Il a étudié la psychologie à l’Université de Miami, puis obtenu un doctorat en médecine à l’Université de Louisville, où il a également effectué sa résidence en urologie. Il a complété une formation spécialisée au Boston Children's Hospital, affilié à la Harvard Medical School.

## Carrière
Il a dirigé le laboratoire d'ingénierie tissulaire et de thérapies cellulaires au Boston Children’s Hospital, où il a développé des tissus et organes cultivés en laboratoire. En 2004, il rejoint le Wake Forest Baptist Medical Center. Il est connu pour avoir imprimé en 3D des tissus humains, y compris un rein expérimental présenté à TED.
Il a également travaillé avec des chercheurs de Harvard pour démontrer que des cellules souches peuvent être isolées du liquide amniotique, ayant des capacités similaires aux cellules embryonnaires sans les mêmes enjeux éthiques.

## Récompenses et distinctions
Anthony Atala a été largement récompensé pour ses contributions :
- Membre élu de l’Institut de médecine de la Académie nationale des sciences (2011)[6]
- Prix mondial de technologie pour la médecine (2011)[7]
- Prix « Gold Cystoscope » (2000)[8]
- Prix Edison (2013)[9]
- Son travail a été cité dans *Time* et *Scientific American* comme révolutionnaire[10]